# オルダ・ウルス

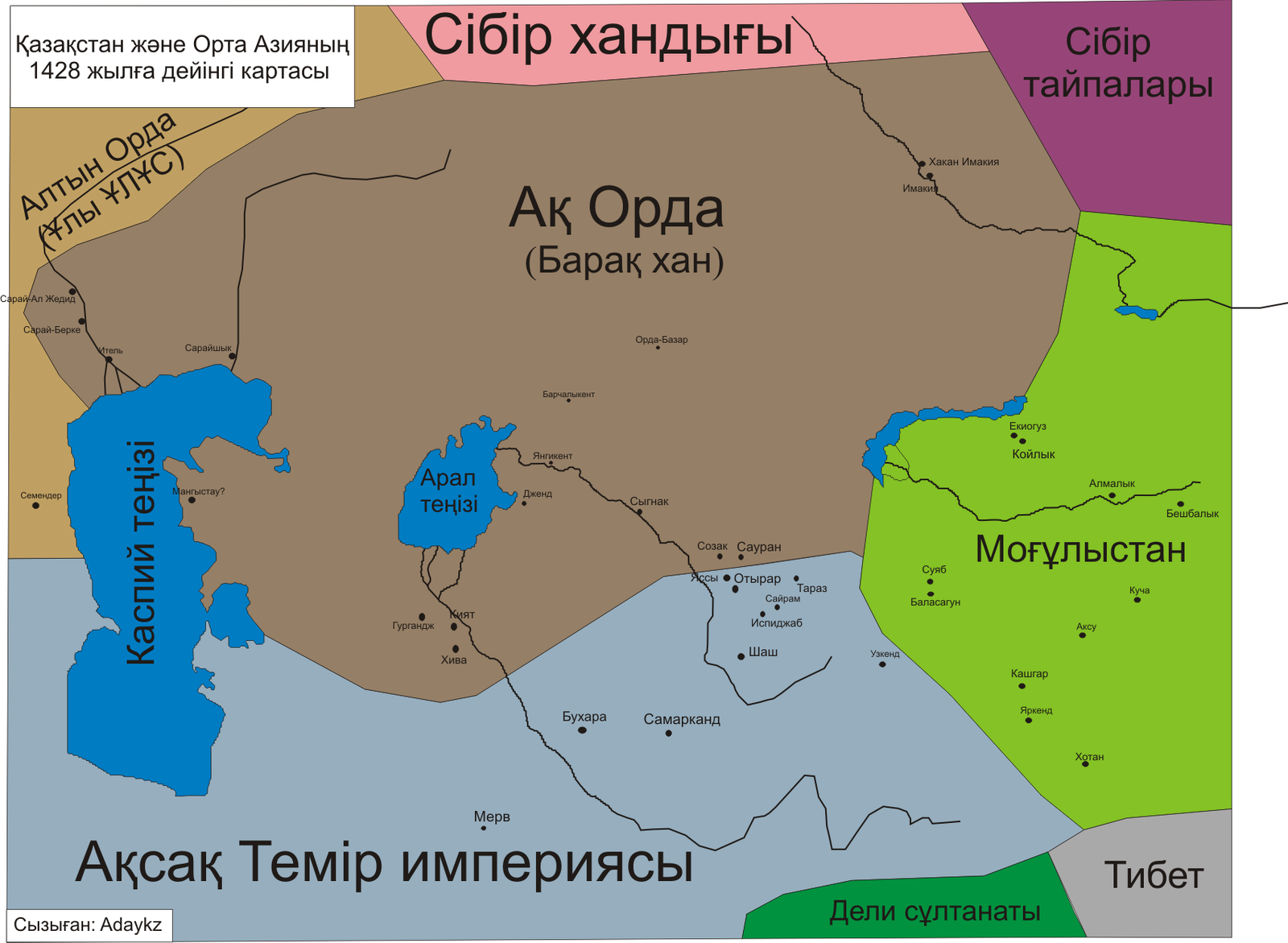
1428年頃のオルダ・ウルス

オルダ・ウルス（ulūs-i ūrda）は、ジョチの長男のオルダを始祖とする政権。モンゴル帝国を構成する遊牧国家（ウルス）の一つで、ジョチ・ウルスの左翼部に相当する。13世紀から15世紀にかけて東はイルティシュ川上流域から西はシル川下流域（ほぼ現在のカザフスタンに相当する）に至る一帯を支配したが、15世紀後半にウズベク・ハン国とカザフ・ハン国に分割される形で解体した。
一般的にはアク・オルダ（白帳汗国）の名称でも知られるが、近年ではキョク・オルダ（青帳汗国）こそが正しい名称であるとされており、書籍では両者が混在する状態にある。

## 概要

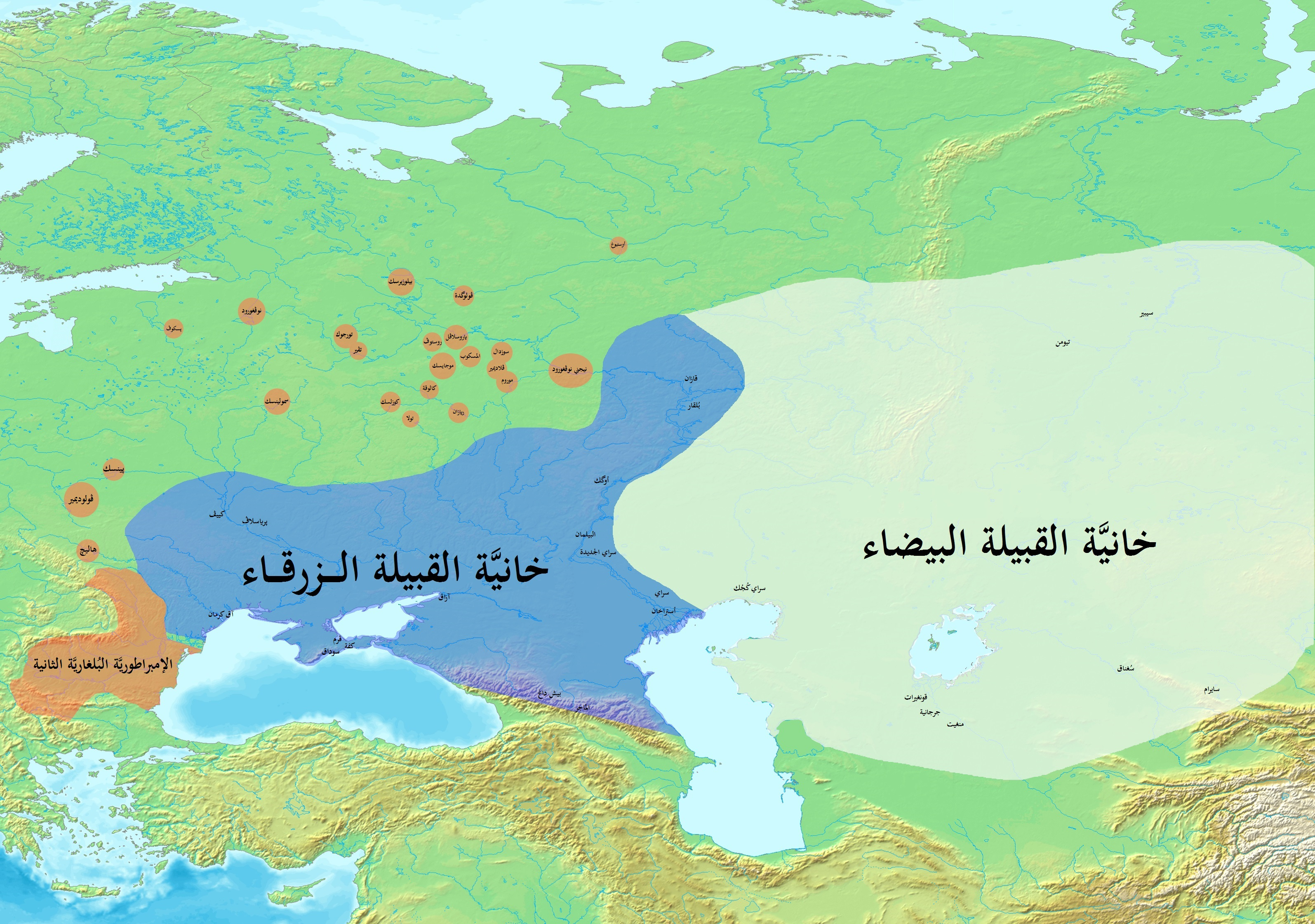
バトゥ・ウルス＝白帳汗国とオルダ・ウルス＝青帳汗国（ただし、地図中では色が逆となっている）

1206年、チンギス・カンによって創設されたモンゴル帝国はチンギス・カン一族が分有するウルスの連合体という側面を有しており、チンギス・カンの長男のジョチもまた4つの千人隊とイルティシュ河流域の遊牧地を与えられて「ジョチ・ウルス」を創設した。ジョチもまた生前の内から自らの所領を息子たちに分け与えていったが、その中でも長男のオルダは一部の弟たちのウルスを傘下に置いて「ジョチ・ウルスの左翼部」を構成し、この政権を研究者はオルダ・ウルス（Ulus of Ordu、オルダのウルス）と呼称する。最初期のジョチ・ウルスは右翼・中央・左翼（＝オルダ・ウルス）の三極構造であったとする説もあるが、少なくともトクタ・ハンの治世後半（1300年代～）以後のジョチ・ウルスは「右翼＝白帳＝バトゥ・ウルス」と「左翼＝青帳＝オルダ・ウルス」の左右両翼体制であったと内外ともに認識されていた。
オルダ・ウルス＝ジョチ・ウルス左翼部は、15世紀以後には「キョク・オルダ（kök orda、「青いオルダ」の意）」とも呼ばれるようになり、そのため欧米圏ではBlue horde（日本語文献では青帳汗国と意訳される）と表記されることも多い。ただし、「キョク・オルダ」という表記はオルダ・ウルスが分裂・解体しつつあった14世紀後半に始まるものであり、同時代的な呼称ではないことには注意が必要である。また、「青帳」と「白帳」 という呼称は20世紀半ばまでそれぞれ右翼＝バトゥ・ウルスと左翼＝オルダ・ウルスの呼称と考えられてきたが、研究の進展により1970年代以降実際には逆ということがわかり、「右翼＝白帳＝バトゥ・ウルス/左翼＝青帳＝オルダ・ウルス」が新説として広まったという経緯がある。そのため、古い時代に発行された書籍では、右翼＝青帳/左翼＝白帳と紹介しているものも多い。
オルダ・ウルスの立ち位置について、『集史』は「（バトゥ・ウルスとオルダ・ウルスは）お互いに遠く、また自国の帝王として独立していた」と記している。この記述から、オルダ・ウルスが名目上はバトゥ・ウルスに属しながら、実態としては独自の王権を有する自立した存在であったことが窺える。また、15世紀に編纂された『選史』では大元ウルス、ジョチ・ウルス、チャガタイ・ウルス、フレグ・ウルスといった大規模なウルスの君主とオルダ・ウルス当主が並列に記載されており、オルダ・ウルス君主がこれら大規模なウルスの君主と同格に見なされていたことがわかる。
「ジョチ・ウルス左翼＝青帳＝オルダ・ウルス」は14世紀までオルダの直系によって治められていたが、14世紀半ばに他のモンゴル系政権同様弱体化しオルダ家は断絶した。代わって浮上したのが同じく左翼に属するトカ・テムル家で、特に1370年代に活躍したオロス・ハンはオルダ・ウルス中興の祖となった。更に、同じくトカ・テムル家出身のトクタミシュはティムールの援助を得てオルダ・ウルスの当主となり、更にバトゥ・ウルスをも平定してジョチ・ウルスの再統一を達成したが、ティムールと対立したことで没落した。トクタミシュの敗亡後、オルダ・ウルスの領域には本来右翼＝白帳＝バトゥ・ウルスに属するシバン家が南下し、マー・ワラー・アンナフルを征服してウズベク・ハン国を建てた。また、オルダ・ウルスの残党でシバン家の征服から逃れた一派はオロス家の後裔たるジャニベク・ハンらを戴き、キプチャク草原東部＝カザフ草原にカザフ・ハン国を建設した。このように、13世紀初頭に成立したオルダ・ウルスは15世紀半ばに「ウズベク」と「カザフ」に分割される形で歴史上から姿を消し、これら2つの国家は現代のウズベキスタン、カザフスタンの原型となった。

## 領域と首都

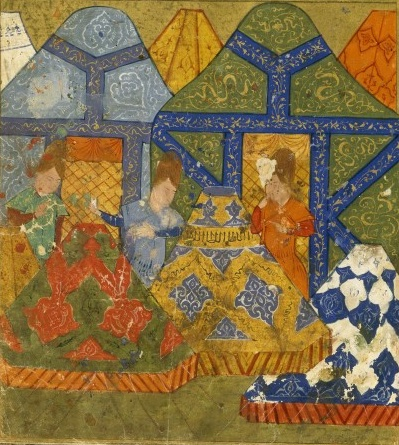
イルティシュ河のジョチのユルト

13世紀初頭、モンゴル帝国の誕生とともに成立したジョチ・ウルスの最初の領地は、イルティシュ河上流域を中心とする一帯であった。その後、チンギス・カンの征西が始まると、ジョチは別働隊として自らの領地に繋がるキプチャク草原東部に進出してホラズム軍を破り（カラ・クムの戦い）、更に西進してシル河中・下流域のオアシス諸都市を征服した。これら、ジョチ存命中に獲得されたジョチ家最初期の領地（イルティシュ河上流域〜シル河下流域）をオルダは継承しており、その中心地はジョチの初封地たる「イルティシュ河のユルト」にあった。
その後、時代が降りモンゴル王公の定住化が進むと、オルダ・ウルスもまた中心地をシル河下流域のオアシス諸都市に移すようになった。シル河下流域のオアシス諸都市の中でもとりわけ重視されたのがスグナクという都市で、『ムイーン史選』によるとオルダ・ウルスが弱体化し始めた14世紀半ばより、オルダ・ウルスを治めた歴代君主の墓はスグナクに置かれるようになったという。分裂状態にあったオルダ・ウルスを再統一してオロス・ハンはスグナクで多数の建設事業を行い、オロス・ハンを打倒したトクタミシュはスグナクで即位式を行ったと伝えられる。オロス・ハンの息子バラク・ハンはスグナクの領有を巡って同盟関係にあったティムール朝のウルグ・ベクと決裂したとされ、その際「スグナクの牧地は法的にも慣習的にも我が物であった。乃ち我が祖父オロス・ハンがスグナクにおいて建設を行ったからである」と語ったという。
このように、スグナクは後期オルダ・ウルス＝青帳汗国にとって、君主が住まう政治の中心地として、シル河交易圏の結節点たる経済の中心地として、また歴代君主の墓廟が祀られる宗教の中心地として、重要な意味を持つ「首都」であった。16世紀初頭のイブン・ルーズビハーンはキプチャク草原を海に例えてスグナクを「キプチャク草原の港（Bsndar-i Dasht-i Qibchāq）」と呼び、またシャイバーニー朝の史家ハーフィズ・タニーシュはスグナクを「古来よりキプチャク草原の王者たちの首都であった」と記している。しかし、青帳汗国の解体が決定的となり、ウズベク・ハン国とカザフ・ハン国の領域が固定化していくとシル河流域の経済圏の中心地はより上流のタシュケント方面に移り、スグナクは衰退して現在では廃墟となっている。

## 歴史

### オルダ・ウルスの成立（1206年〜1220年代）

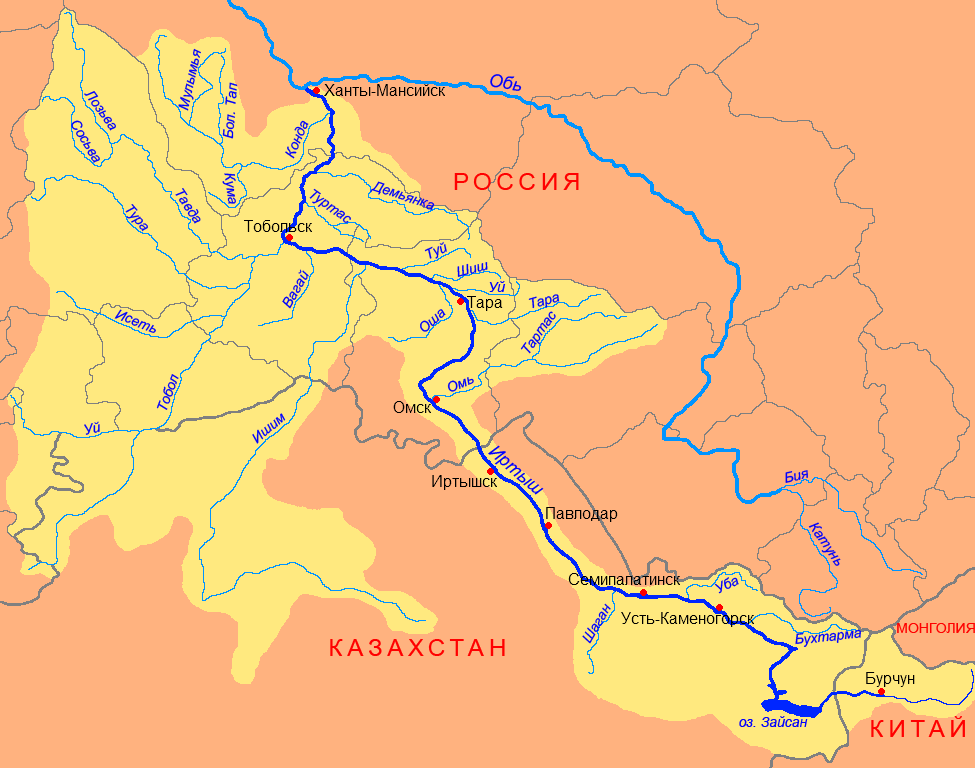
オルダ・ウルスの本拠地となったイルティシュ川上流域

1206年、モンゴル帝国を創設したチンギス・カンは配下の領民と領地を一族・功臣に分配し、彼らの領有する土地人民（＝ウルス）が連合する体制を作り上げた。チンギスの長男ジョチはゲニゲス部のクナン・ノヤン、フーシン部のケテ（フーシダイ）、シジウト部のモンケウル、アルラト部のバイクら4人の千人隊長が率いる千人隊と、イルティシュ河流域を遊牧地として与えられ、モンゴル高原北西部にジョチ・ウルスを形成した。ジョチは中央アジア遠征が始まると本隊から離れてシル河下流域方面とキプチャク草原東部を制圧し、この一帯を自らの領地に加えた。
ジョチが速征先で父に先立って急逝した時、彼には14名の息子がいたが、その中で有力な後継者候補は長男のオルダと次男のバトゥであった。『集史』「ジョチ・ハン紀」には「オルダは、バトゥの君主たることに同意していた。彼の父の地位への即位集会（クリルタイ）を催した」と記され、詳細は不明なもののオルダは自らバトゥに父の後継者としての地位を譲ったようである。一方、16世紀に編纂された『チンギズ・ナーマ』では、オルダとバトゥが互いに相手こそ父の後継者に相応しいと譲り合い、最終的にチンギス・カンの裁決を仰いでバトゥが選ばれたとする。また、この時にチンギス・カンが「金の入口の白い天幕をサイン・ハン（＝バトゥ）のために、銀の入口の青い天幕をエジェン（＝オルダ）のために、鉄の入口の灰色の天幕をシバンのために建てた」ことが「白帳」「青帳」という呼称の由来になったとする。このような記述は史実とはみなしがたいが、後世バトゥ家とオルダ家が断絶しシバン（シャイバーニー）家が浮上した歴史を象徴的に語る逸話であるとみなされる。
『集史』「ジョチ・ハン紀」は上記の記述に続けて「ジョチ・ハンの軍隊から半分は彼（オルダ）、半分はバトゥが持った。彼は自分の軍隊と四人の弟ウドゥル、トカ・テムル、シンクル、シンクムと共に左翼軍となった。彼らは今日まで、左翼の諸王と呼ばれている」と記し、ジョチの軍隊の半数を継承したオルダが4人の弟とともに「［ジョチ・ウルス］左翼＝オルダ・ウルス」を形成したとする。その中心地は父ジョチが最初に与えられた領地である、イルティシュ河～アルタイ山脈北麓一帯であった。なお、この時オルダが継承した「ジョチの軍隊の半数」とは、ジョチがチンギス・カンより最初に与えられた4つの千人隊の内の半分（クナンとケテの千人隊）であると見られる。

### 帝国の内紛との関わり（1220年代〜1250年代）

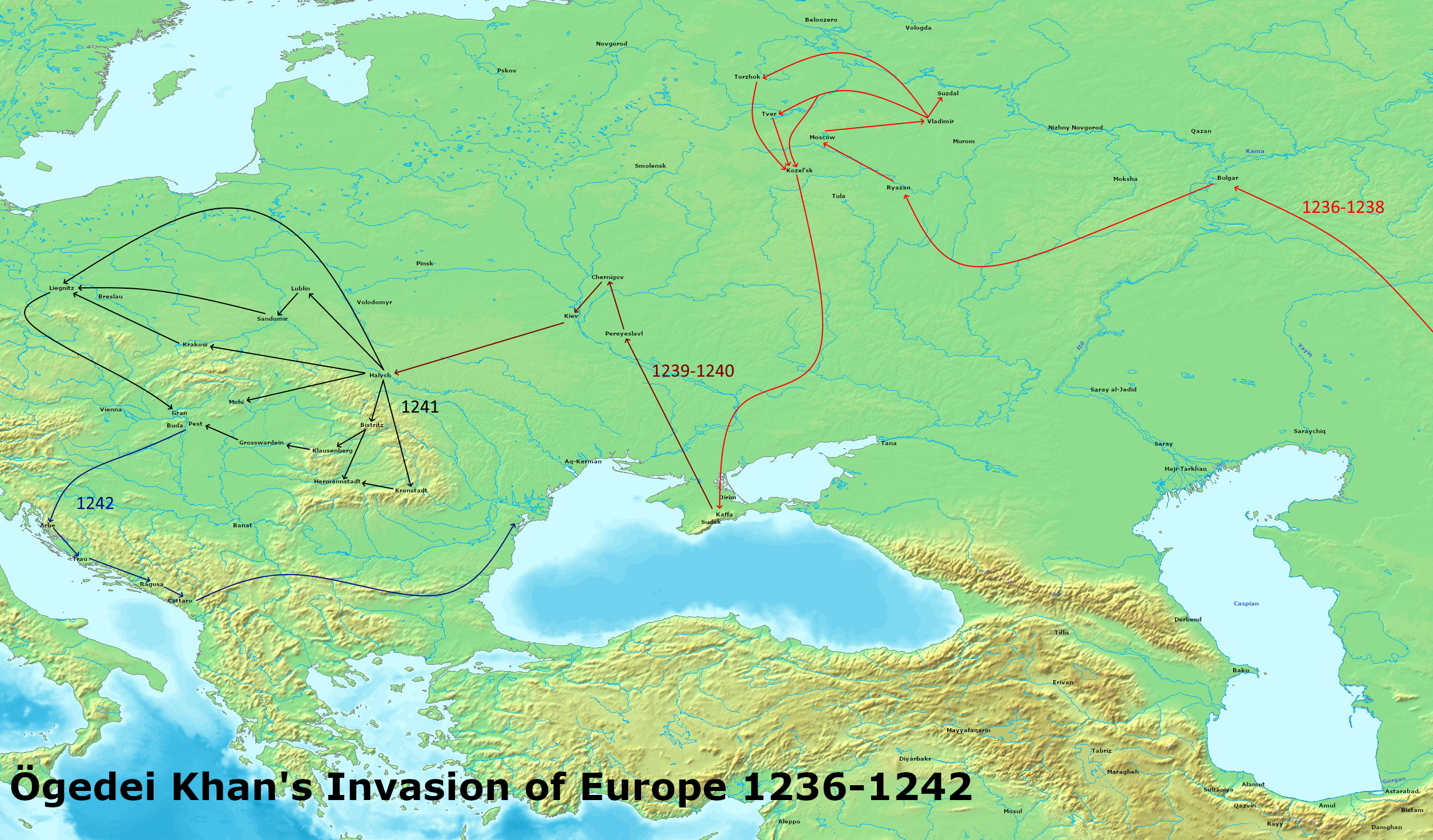
モンゴルのヨーロッパ侵攻図

1236年に始まるルーシ・東欧遠征にはジョチ家から総司令バトゥをはじめオルダ、タングトらが従軍し、この遠征を経てジョチ・ウルスは西北方に広大な新領土を得た。キプチャク草原の大部分はバトゥ・ウルスの領土となったが、最西端のクリミア～ドニエプル川流域は諸王家によって分割され、オルダ家からはクルムシがネペル川（ドニエプル川）のロシア側に新領土を得た。
ルーシ・東欧遠征はオゴデイ・カアンの急死によって中欧まで進出したところで中止となったが、その後のモンゴル帝国ではトルイ家とオゴデイ家の間で帝位を巡る内争が激化した。国政を代行するオゴデイの皇后ドレゲネは自らの息子グユクを次期皇帝として推し、多くの者もこれに賛同したが、バトゥのみはグユクの即位を決して認めずクリルタイ（即位集会）への出席も病気を理由に拒否した。代わってジョチ・ウルスの代表として活躍したのがモンゴル高原本土に最も近いオルダで、オルダはトルイ家のモンケとともに帝位簒奪を企んだテムゲ・オッチギンの審問を任されるなど、帝位を巡る内争に積極的に関わった。グユクの即位式にもオルダは出席し、本来は右翼の代表イェス・モンケ（チャガタイ家当主）と左翼の代表テムゲ・オッチギンが新帝の手を取るところを、帝位簒奪失敗によって失脚したテムゲの代わりをオルダが務めたという。
その後、グユクはバトゥとの対立を解消しきれないまま急死し（バトゥが放った刺客によって暗殺されたとする説もある）、今度はトルイ家のモンケが第4代皇帝の座についた。この際にもオルダはモンケ支持派としてクリルタイに出席し、最終的にオルダはオゴデイ・グユク・モンケという3人の皇帝即位に深く関わることになった。このようなオルダの活躍はモンケも高く評価しており、『集史』「ジョチ・ハン紀」によるとモンケ・カアンがジョチ家に出したヤルリク（勅令）では「オルダの名前が筆頭に書かれていた」という。モンケ即位後にはクビライを総司令とする東アジア遠征軍と、フレグを総司令とする西アジア遠征軍の編成が始まり、西アジア遠征軍に次男クリを派遣して以後、オルダの活動は史料上に見られなくなる。
オルダの没後、コンクラン（オルダの四男）、テムル・ブカ（オルダの孫）らが地位を継承したが、オルダ・ウルスでは特筆すべき事件がなかったためかほとんど記録が残っていない。しかし、1259年にモンケが遠征先で急死すると、オルダ・ウルスを巡る状勢は激変した。東方においてはモンケの次弟クビライと末弟アリクブケの間で帝位を巡る大規模な内戦（帝位継承戦争）が勃発し、西方では三弟フレグがイランにおいて一方的に自立しフレグ・ウルスを建設した。フレグは自立する過程で遠征軍に属するクリらジョチ家の王族を処刑・幽閉した上で以前よりジョチ・ウルスが欲していたアーザルバーイジャーン地方を本拠地としたため、これに激怒したジョチ・ウルスとの間で武力衝突が起こった。オルダ・ウルスは東西で起こった内戦に直接関わることはなかったが、内戦の結果もたらされた新情勢に否応なく巻き込まれていくことになる。

### コニチの治世（1260年代〜1290年代）
モンケ死去時にオルダ・ウルス当主であったのはオルダの息子サルタクタイの息子コニチで、コニチは少なくとも30年近くに渡って当主の地位にあった、オルダを除けば左翼で最も著名な当主である。コニチはオルダ・ウルス当主として独自に他のウルスとも交流を持っており、フレグ・ウルスのアルグン・ハンやキハト・ハンと使節のやり取りをしていたことが記録されている。ジョチ・ウルス本家がアーザルバーイジャーン地方を巡ってフレグ・ウルスと軍事衝突を起こしていた頃もコニチは一貫してフレグ・ウルスと友好関係を持続させており、即位前の内戦時にアルグン・ハンはコニチの下への亡命さえ検討したという。
一方、東方ではクビライが内戦に勝利を収めて名実共に第5代皇帝の座に就いていたが、武力でもって帝位を奪取したクビライに反感を抱く王族は多数残っており、その代表的な存在がオゴデイ家のカイドゥであった。カイドゥは帝位継承戦争終結後、数年にわたってクビライによる召還命令を無視し、1266年には始めてクビライに対して叛旗を翻した。『集史』によると、カイドゥによる最初の大元ウルスへの攻撃にはコニチも協力しており、モンケ家のウルン・タシュに属するバアリン部のノヤンを攻撃し掠奪をはたらいたという。コニチの援助を得たカイドゥは四方に勢力を拡大し、これを脅威と見たクビライは自らの三男ノムガンに遠征軍を率いてカイドゥ勢力を討伐するよう命じた。
ところが、ノムガン率いる遠征軍に従軍していたモンケ家・アリクブケ家の諸王は中央アジアのアルマリクに至った所で叛乱を起こし、ノムガンらを捕らえてしまった（シリギの乱）。「シリギの乱」はクビライの迅速な対応によって失敗に終わったが、捕虜とされたノムガンがジョチ・ウルスに送られ、首謀者の一人アリクブケ家のヨブクルは一時的にコニチの下に逃れるなど、この頃コニチ（オルダ・ウルス）が反クビライ勢力と密接な関係にあったことが窺える。
ところが、「シリギの乱」残党やカラ・スゥ平原の戦いで敗れて混乱状態にあったチャガタイ・ウルスを併合したカイドゥの勢力は急速に拡大し、かえってジョチ・ウルスの中央アジアにおける権益が脅かされるにいたった。1280年、ジョチ・ウルス当主のモンケ・テムルが亡くなると、左翼（オルダ・ウルス）のコニチと右翼のノガイらジョチ家の首脳が会談してトデ・モンケをジョチ・ウルス当主に推戴した。また、この時の会談でジョチ・ウルス全体としてカイドゥ・ウルスに敵対して大元ウルスと友好関係を築くことが決定され、その証として軟禁状態にあったノムガンを大元ウルスに返還することになった。
親クビライの姿勢を明確にしたコニチは大元ウルスとの交流を開始し、1288年/1289年にクビライより「諸王火你赤」として下賜を受けている。コニチの正確な没年は不明であるが、1295年にフレグ・ウルスでガザンが即位した頃にはまだ存命であったこと、1297年には息子のバヤンがオルダ・ウルス当主として活動していることなどから、ガザンの即位より間もなく（1295年〜1296年頃）亡くなったものと見られる。

### クペレクの乱（1290年代〜1310年代）

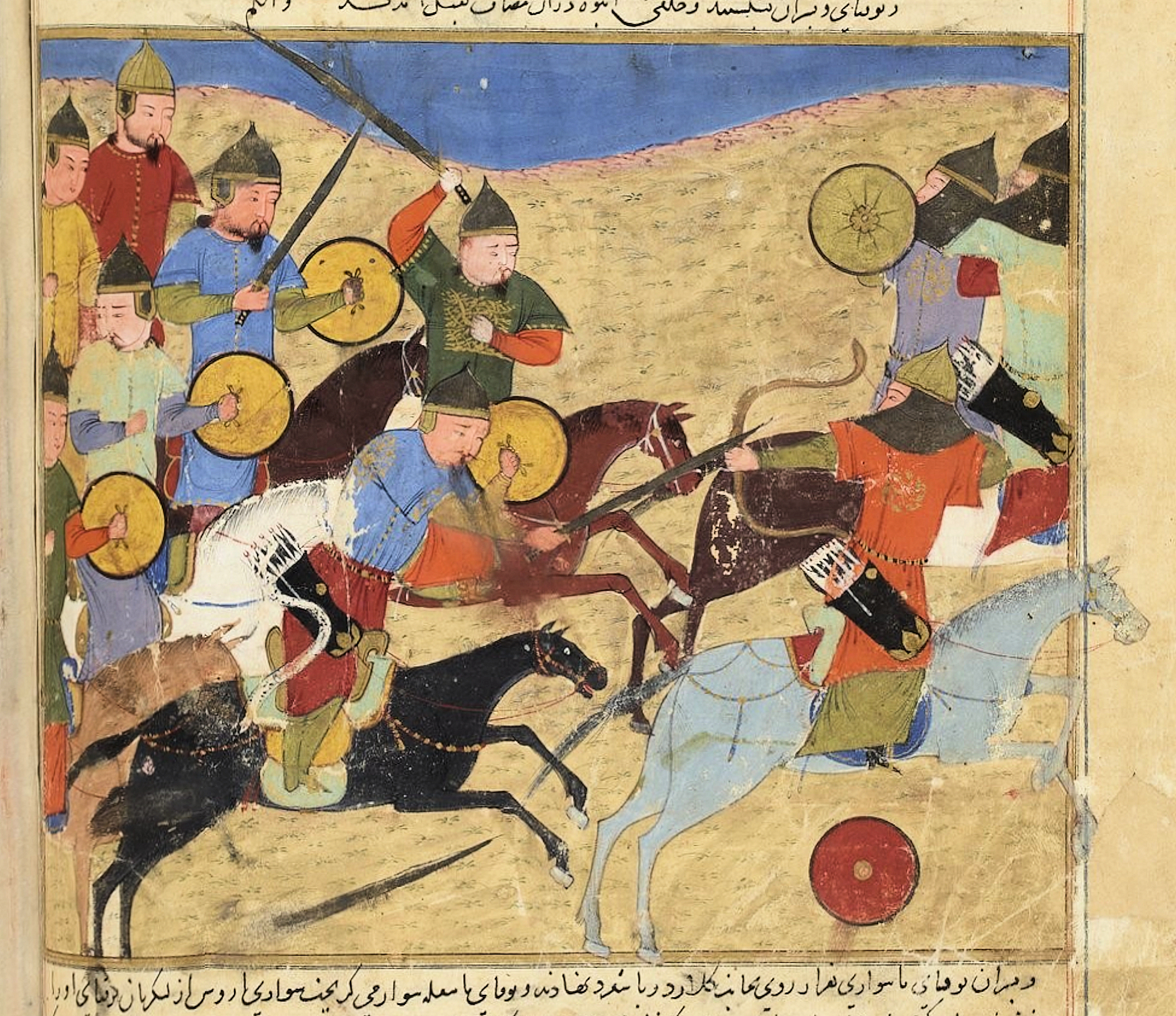
トクタとノガイの戦闘（『集史』パリ写本）

バヤンがオルダ・ウルス当主となった頃、東方の大元ウルスではクビライが死去してオルジェイトゥ・カアン（成宗テムル）が即位しており、これを切っ掛けとして中央アジアのカイドゥ・ウルスと大元ウルスの関係は緊張状態に陥った。このような状勢の中、オルダ・ウルスでは第3代当主テムル・ブカの息子のクペレクが「以前、私の父はウルスを治めていた相続権は私にある」と述べてバヤンに叛旗を翻し、更にカイドゥ・ウルスに協力を求めた。
カイドゥとその配下ドゥア（チャガタイ家当主）から軍勢を借りたクペレクはバヤンを打ち負かし、バヤンはジョチ・ウルス当主トクタの下に逃れざるを得なくなった。しかし、トクタもまたこの頃右翼ウルスのノガイと内戦を繰り広げており、バヤンを軍事的に援助する余裕はなかった。その代わり、「［オルダ・］ウルスをバヤンが治めるべきである」という詔勅を出し、カイドゥとドゥアに対しては使者を派遣してクペレクをバヤンに引き渡すよう要請した。しかし、クペレクをオルダ・ウルス当主に即けて対大元ウルス/フレグ・ウルスとの戦争に向けて味方を増やすことを目指すカイドゥらはこの要請を無視した。
やむなくバヤンは独力で長期に渡ってクペレク＝カイドゥ軍と戦争を繰り広げ、『集史』「ジョチ・ハン紀」によると「今に至るまでに、バヤンはクペレクとカイドゥ、バトゥの軍隊と18回戦った。彼は6回の戦闘に自ら出陣した」という。一方、カイドゥ・ウルスは大元ウルスとの間でも軍事的対立を深めており、バヤンは大元ウルスのオルジェイトゥ・カアンに使者を派遣してカイドゥ・ウルスを共通の敵とする軍事同盟を申し出た。しかし、病弱なオルジェイトゥ・カアンに代わって国政を主導する皇太后ココジンは「キタイ（＝華北、旧金朝領）とナンギャス（＝江南、旧南宋領）の国にある我々のウルス（＝大元ウルス）は大きく、カイドゥとドゥアの地方は遠い」ため、「そのこと（カイドゥ・ウルスの打倒）が解決するまで1・2年の期間が必要となる」ことを理由に協力体制は締結するものの、すぐにはカイドゥ・ウルスの挟撃体制の構築はできないと回答した。一方、この動きを察知したカイドゥは自らの息子のヤンギチャル、メリク・テムルら率いる軍団を派遣してバヤンと大元ウルスの連携を防ぎ、ヤンギチャルの攻撃によってオルダ・ウルスは困窮したという。
バヤンの遣使から2・3年後、遂に大元ウルス軍とカイドゥ・ウルス軍の間に大会戦が繰り広げられ（テケリクの戦い）、この戦闘で負傷したカイドゥは間もなく亡くなった。この大会戦にバヤンがどのように関わったかは定かではないが、これに続く大元ウルス軍のカイドゥ・ウルス領への侵攻にはバヤンも加わった。『集史』「ジョチ・ハン紀」には1303年1月-2月頃にバヤンがフレグ・ウルスのガザン・ハンに使者を派遣し、「トクタが派遣した2万の援軍とともにバヤンは大元ウルス軍と合流しようとしており」、「フレグ・ウルス軍もまたカイドゥ・ウルス打倒のために出兵してほしい」と伝えたことが記録されている。このバヤンによる使者の派遣からほぼ7月後に連合軍によって「カイドゥの乱」は名実共に鎮圧され、大元ウルスからは「諸王伯顔（＝オルダ・ウルス当主バヤン）」に対して9万錠が下賜された。
しかし、クペレクの叛乱によってオルダ・ウルス内は荒廃した上、バヤンがトクタに助けを求めたことでバトゥ・ウルスとオルダ・ウルスの力関係が変化し、オルダ・ウルスはバトゥ・ウルスに隷属するようになってしまった。そのためか、バヤン以後のオルダ・ウルスの動向について、『集史』や『元史』といった同時代史料は全く言及しなくなってしまう。

### バトゥ・ウルスへの従属（1320年代〜1350年代）

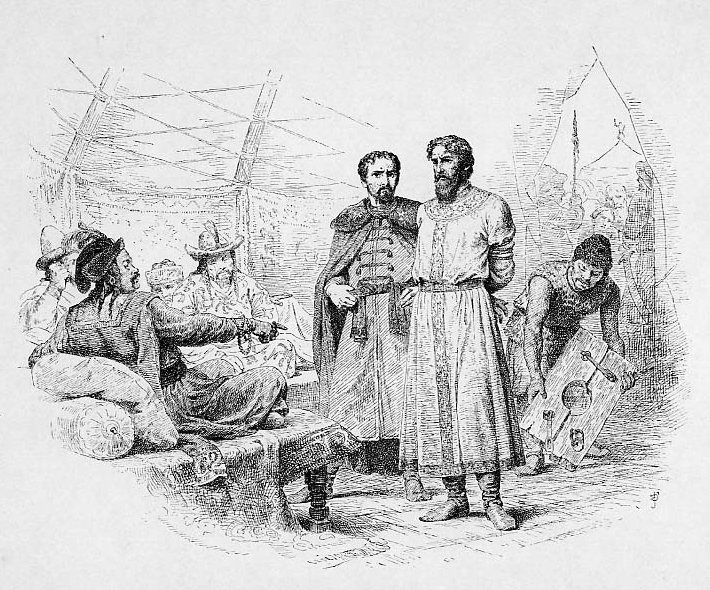
ミハイル・ヤロスラヴィチに会うウズベク・ハン

前述したように、バヤン以後のオルダ・ウルスについて同時代の更科は全く言及せず、初めて詳細な記録を残すのはティムール朝で編纂された『ムイーン史選』となる。『ムイーン史選』はトクタ・ハンによるノガイ打倒の後、ジョチ・ウルスはノガイの子孫が治める「白帳（アク・オルダ）＝ジョチ・ウルス左翼」と、トクタ・ハンの子孫が治める「青帳（キョク・オルダ）＝ジョチ・ウルス右翼」に分裂し、サシ・ブカなる人物が「白帳」の君主になったとする。
ただし、『ムイーン史選』の記述には右翼ウルスのノガイの子孫が唐突に左翼ウルス＝白帳の君主となる、他のあらゆる史料が一致して右翼＝白帳/左翼＝青帳とする中で逆に右翼＝青帳/左翼＝白帳とするなど混乱があり、そのまま史実とは受け容れられていない。現在では「ノガイの息子サシ・ブカ」を『集史』に記載のある「（オルダ家当主）バヤンの息子サシ・ブカ」と同一人物と見なし、右翼＝白帳/左翼＝青帳と見る説が一般的である。
『ムイーン史選』はサシ・ブカが「決してトグリル・ハンとウズベク・ハンへの奉仕の道に背かなかった」とし、またその息子エレゼンは「ウズベク・ハンの命によって」即位したと記され、サシ・ブカ、エレゼン父子がバトゥ・ウルスに隷属する状態にあったことが示唆される。ところが、このサシ・ブカ、エレゼン父子は他のあらゆる史料に言及がなく、その実在性を疑問視する説もある。これに対し、近年赤坂恒明はサシ・ブカ、エレゼン父子と、後述するムバーラク・ホージャらは皆トカ・テムル家出身であるという説を提唱している。
エレゼンの死後、「その息子」ムバーラク・ホージャが即位したが、ムバーラク・ホージャはバトゥ・ウルスの支配に対して反旗を翻したと記される。ムバーラク・ホージャの発行したコインは現存しており、ムバーラク・ホージャが実在し、バトゥ・ウルスからの独立を図った（その一環として自らの名を刻んだコインを発行した）ことは史実として認められている。しかし、ムバーラク・ホージャの独立運動は結局失敗したようで、ムバーラク・ホージャは叛乱から半年後にトルキスタン地方から放逐されて2年半の放浪の末に没し、その弟チンバイが「バトゥ・ウルス君主ジャーニー・ベクの命により」即位したとされる。
チンバイはバトゥ・ウルスより独立するよう何度も勧められながらそれに従わなかったと記されており、サシ・ブカ、エレゼン父子と同様にバトゥ・ウルスに隷属する態度を崩さなかったようである。『ムイーン史選』はチンバイの後、「その息子オロス」が即位したとするが、現在ではオロスはサシ・ブカ～チンバイとは全く別の系統の、トカ・テムル家出身であるとするのが定説となっている。いずれにせよ、14世紀半ばにオルダ・ウルスではオルダ家が断絶してしまい、トカ・テムル家がこれにとってかわる形で浮上し、以後オルダ・ウルス＝キョク・オルダ（青帳汗国）を統治するようになってゆく。

### トカ・テムル家の浮上（1360年代〜1370年代）

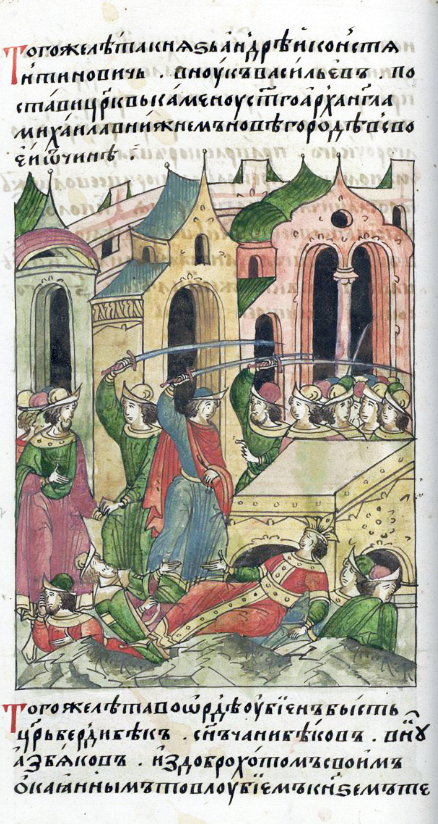
ベルディ・ベクの殺害を描いた絵画

東方においてオルダ家が断絶しつつあったのと並行して、西方のバトゥ・ウルスでも同時期にバトゥ家が断絶し混乱状態に陥り始めていた。『チンギズ・ナーマ』によると、第13代当主ベルディ・ベクの治世にキヤト氏族出身の有力者の自立が始まり、 そのうちの一人テンギズ・ブカは自らの統治下にあったジョチ家の傍系王族（オグランと総称される）を連れてシル河下流域に移住したという。テンギズ・ブカのシル河移住は、本来この地方を本拠地とするオルダ・ウルスの混乱・弱体化を背景としたものとみられる。
テンギズ・ブカは自らの祖父（ジル・クトリ）の墓廟建設にオグランたちを使役して多くの怪我人を出し、極寒の日にオグランの一人を脱帽したまま座らせ耳を凍傷させるなど、「非常に粗野で残虐な人物であった」と伝えられる。1359年にベルディ・ベク・ハンが死去すると、テンギズ・ブカは自らの配下にあるオグランの中で最も勇敢な射手として知られるカラ・ノガイを擁立しようとたくらんだ。一方、同じくテンギズ・ブカの支配下にあるオグランの一人、ホージャ・アフマドはこれを知ると以前よりテンギズ・ブカに不満を抱いていたオグランたちを扇動し、テンギズ・ブカへのクーデターを画策した。なお、カラ・ノガイとホージャ・アフマドはどちらもトカ・テムル家出身の親族どうしであったという。また、近年ではこの「カラ・ノガイ」と前述のオルダ・ウルス当主「サシ・ブカ」を同一人物と見る説もある。
ホージャ・アフマドはカラ・ノガイを味方に引き込んでテンギズ・ブカを殺害し、事前の取り決め通りホージャ・アフマドらはカラ・ノガイをハンに推戴した。『チンギズ・ナーマ』によると、カラ・ノガイは「ヒジルがサライで即位した頃（1360年代始め）」にシル川で即位し、3年間統治した後弟のトグリ・テムルに地位を譲ったという。カラ・ノガイとホージャ・アフマドのクーデターは、ジョチ・ウルス全体の混乱期においてそれまで立場の低かったジョチ家王族（オグラン）、特にトカ・テムル家の地位を再浮上させた点で重要視される。
『チンギズ・ナーマ』によると、トグリ・テムルの後を継いだのがオロス・ハンという人物で、オロス・ハンはオルダ・ウルス＝青帳ハン国中興の祖として、またカザフ・ハン国の高祖となったことで各種史料に特筆される。この頃、西方のバトゥ・ウルスはクリミア方面に拠るキヤト・ママイ、サライ方面に拠るチェルケス・ベクら数派に分裂しており、『ムイーン史選』によるとオロスは即位以前よりバトゥ・ウルスへの出兵を主張していたという。1369年頃にハンとなったオロスはバトゥ・ウルス出兵の準備を始め、1374年/1375年にはママイとの戦いのため本拠地を離れたチェルケス・ベクの勢力に攻撃を仕掛けたが、この時は迅速に軍を帰したチェルケス・ベクによって敗れた。しかし、チェルケス・ベクがシバン家のイル・ベクに敗れた隙を突いてオロス・ハンは再び更に出兵し、イル・ベクの軍隊を破ってサライ一帯を占領することに成功した。
しかし、オロスのサライ占領は長く続かなかったようで、翌1375年/1376年にはイル・ベクの息子カガン・ベクがサライで発行したコインが残っており、サライは短期間で奪い返されてしまったようである。また、1377年/1378年にオロスがサライで発行したコインも現存しており、ロシア側の史料（『ニコン年代記』）もこの頃バトゥ・ウルスで政変があったことを伝えているが、今度はオロスの地位を狙うトクタミシュの出現によって、再びオロスのバトゥ・ウルス出兵は頓挫した。最終的には失敗に終わったオロスのジョチ・ウルス再統一運動は、トクタミシュによって引き継がれることとなる。

### トクタミシュのジョチ・ウルス再統一（1380年代〜1390年代）

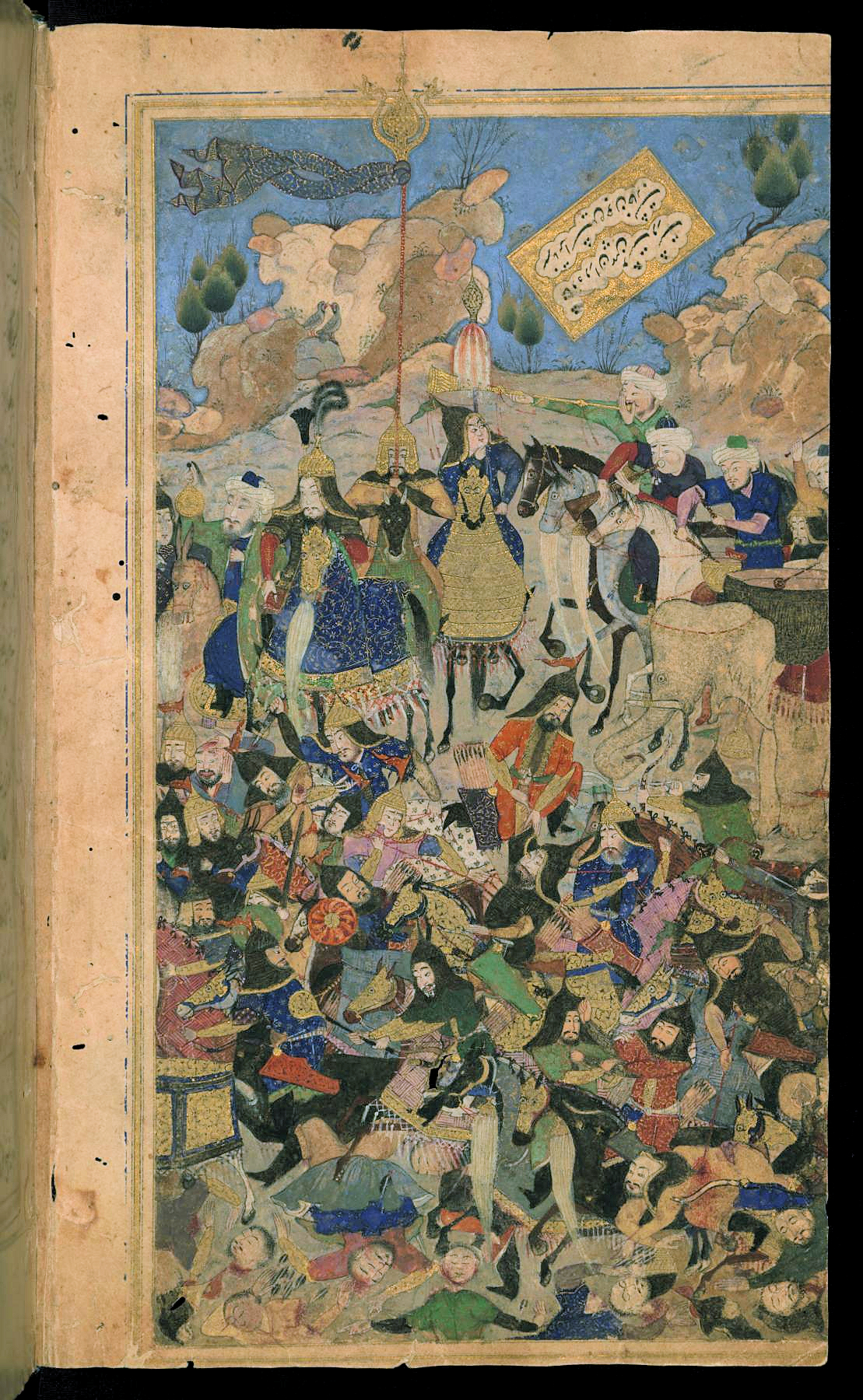
トクタミシュを打倒するティムール

トクタミシュはオロスによって処刑されたトイ・ホージャの息子で、オロスのもとを逃れたトクタミシュは当時中央アジアで急速に勢力を拡大しつつあったティムールの下に亡命した。ティムールはキプチャク草原進出の足掛かりとするためにトクタミシュを支援し、数度にわたる激戦の末にトクタミシュはオロスを破った。オロスの死後、息子のトクタキヤが地位を継承したが在位3カ月で早世し、遠縁のテムル・ベクが跡を継いだ。テムル・ベクはオロスの時代から活躍する一級指揮官であったが酒に溺れ朝遅くまで目覚めないという自堕落な面があり、シャーミー『勝利の書』はテムル・ベクが戦う前から人心を失い、左翼の人々はトクタミシュの勝利を望んでいたと伝えている。数度の戦いを経てトクタミシュは遂にテムル・ベクを破り、1378年/1379年にスィグナクで即位し、オルダ・ウルスを平定することに成功した。
1380年にはクリミア方面を支配するママイがクリコヴォの戦いにてモスクワ大公国に敗戦を喫し、これを好機と見たトクタミシュは西方に出兵してカルカ河畔の戦いでママイを破り、同年にはママイの勢力（バトゥ・ウルス＝青帳）を併合してベルディ・ベク以来20年ぶりにジョチ・ウルスの再統一を果たした。トクタミシュはクリコヴォの戦いで勝利したモスクワ大公国をモスクワ包囲戦にて屈服させ、ルーシ諸国の隷属体制も復活させた。トクタミシュがジョチ・ウルスの右翼/左翼統一を達成したことを、『チンギズ・ナーマ』は「彼は右手と左手の慣行を廃止した」と表現している。
しかし、ジョチ・ウルスを再統一して自信を深めたトクタミシュは自らを支援してきたティムールに頼る立場に不満を抱き、1386年にはティムールの勢力圏であるアゼルバイジャン地方に進出した。トクタミシュがティムールを裏切った理由として、『勝利の書』はコンギラト部のアリー・ベク、シリン部のオルク・テムル、バアリン部のアク・ブガらといった武将たちがティムールと友好関係を築くことを進言してきたが、右翼平定後にトクタミシュに仕えるようになったマングト部の者たちがティムールを裏切るよう唆したことが主因と記している。コンギラト部族は代々左翼＝オルダ・ウルスで有力だった部族であり、トクタミシュが左翼/右翼の統一を成し遂げ、政権の権力構造が大きく変化した（従来の左翼系勢力が相対的に影響力を落とし、右翼系マングト部が台頭した）ことがトクタミシュ-ティムール戦争の大きな一因となったとみられる。更に3年後の1387年、トクタミシュはホラズム地方のスーフィー朝などを巻き込んでティムール朝の本拠地マー・ワラー・アンナフルへの侵攻を開始した。ティムールの治世を通じて本拠地マー・ワラー・アンナフルに攻撃を受けたのはこの時のみであり、政権内部から多数の離反者を出したことも踏まえ、トクタミシュの中央アジア侵攻はティムール朝にとって最大の危機であったと評されている。
当時、ムザッファル朝に遠征中だったティムールは急いで和睦を結んで中央アジアに「大返し」し、1391年にはコンドゥルチャ川の戦いでトクタミシュ軍を破った。しかし、中央アジア侵攻には失敗したもののトクタミシュの勢力は未だ健在で、1394年には再びカフカース山脈を越えてアゼルバイジャン地方に進出しようとした。これを迎え撃ったティムール軍はテレク河畔の戦いで大勝を収め、勝勢に乗ってキプチャク草原に進出したティムール軍によってサライを始めジョチ・ウルスの諸都市は徹底的に破壊された。ティムールによる破壊と略奪、トクタミシュによる再統一の瓦解はジョチ・ウルスの弱体化に決定的な影響を与えたと評されている。こうしてトクタミシュによるジョチ・ウルスの再統一運動はティムールによって頓挫してしまい、以後ジョチ・ウルス全体を支配する政権は現れなくなってしまう。

### オロス家の復活（1390年代〜1420年代）

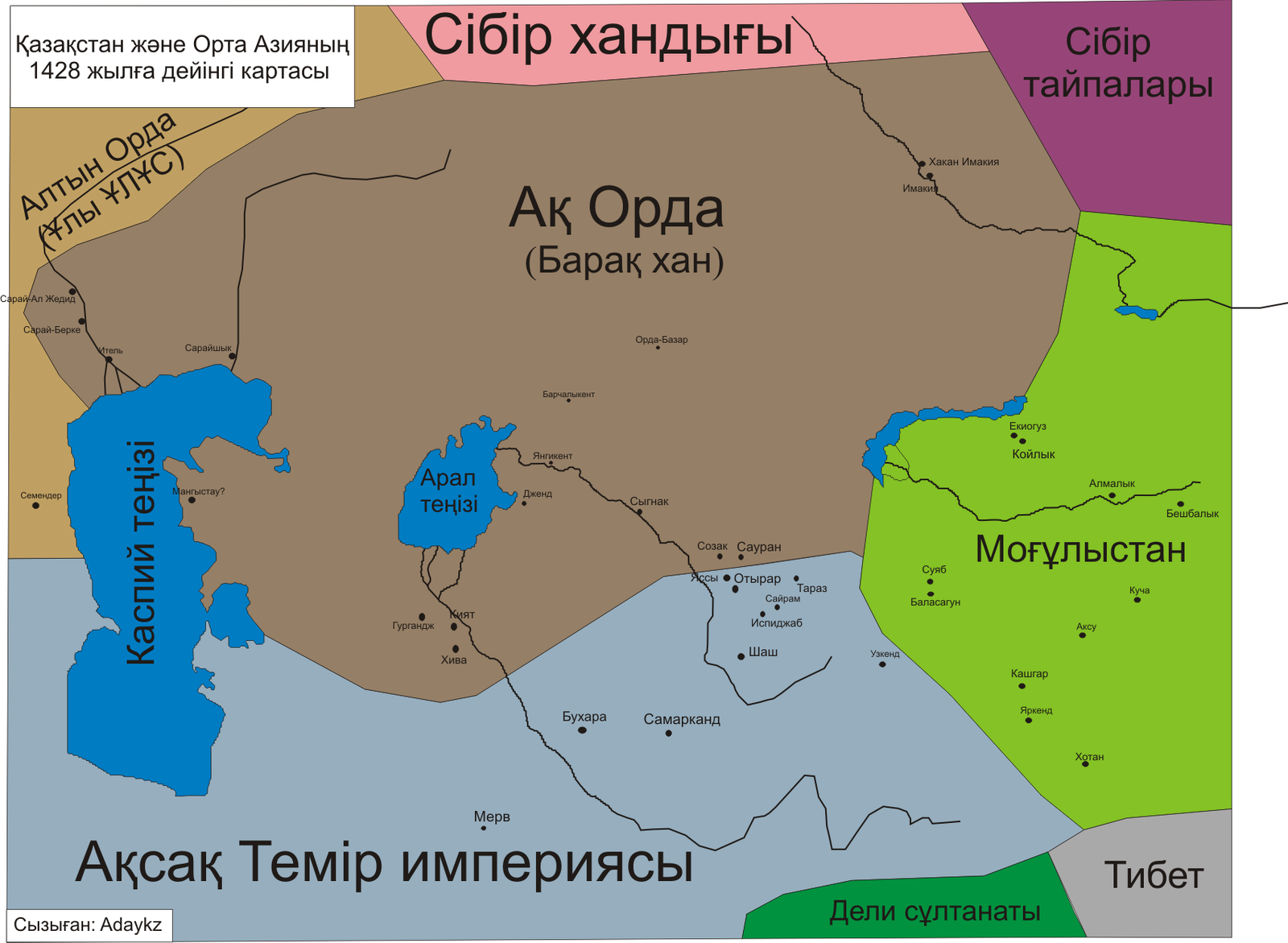
バラク時代（1428年頃）のアク・オルダ＝オルダ・ウルス

ティムール朝側で編纂された史書（『勝利の書』）では、トクタミシュ敗亡後にティムールはオロスの息子コイルチャクを新たなハンとして擁立したと伝えられる。しかし、他の史料はコイルチャクについてほとんど言及せず、むしろエディゲが擁立したテムル・クトルクの活動を特筆するため、ティムールのコイルチャク擁立は失敗に終わったようである。
同じ頃、ジョチ・ウルス右翼方面（元バトゥ・ウルス）ではテムル・クトルク（トクタミシュに敗れたテムル・ベクの子）らを擁立するエディゲと、トクタミシュ諸子との間で主導権争いが繰り広げられた。その後、1419年の戦いで両者が共倒れするとトカ・テムル家のウルグ・ムハンマドが西方バトゥ・ウルスの主導権を握った。一方、東方ではコイルチャクの息子バラクがかつてのトクタミシュのようにティムール朝君主ウルグ・ベクの援助を求め、1423年にはモスクワ南方のオドエフに進出するほどに勢力を拡大した。さらに同年、バラクはウルグ・ムハンマドを破って「父祖の玉座」に即いたとされるが、ウルグ・ムハンマドの勢力は依然として西方で健在であった。1426年にはスィグナクの領有をめぐってそれまで友好関係にあったウルグ・ベクとも対立したが、バラクはスィグナク近郊の戦いで激闘の末ティムール朝軍を打ち破った。
1427年の書簡ではジョチ・ウルスの情勢を記して、デヴレト・ベルディがクリミア地方を、ウルグ・ムハンマドがサライ一帯を、バラクが「ティムールの地に隣接する地」をそれぞれ治めていたという。「ティムールの地に隣接する地」とはかつてのオルダ・ウルスの領域＝シル河下流域～カザフ草原一帯にほかならず、この頃バラクはかつてのオルダ・ウルスに近い領城を有していたようである。しかし、バラクの覇権は長く続かず、1428年にバラクはマフムード・オグランなる人物に殺されてしまい、その勢力は瓦解した。しかし、バラクが一度没落したトカ・テムル系オロス家を再興させたことは、のちのカザフ・ハン国形成に大きな影響を与えることとなる。

### ウズベク・ハン国/カザフ・ハン国の成立（1430年代〜）

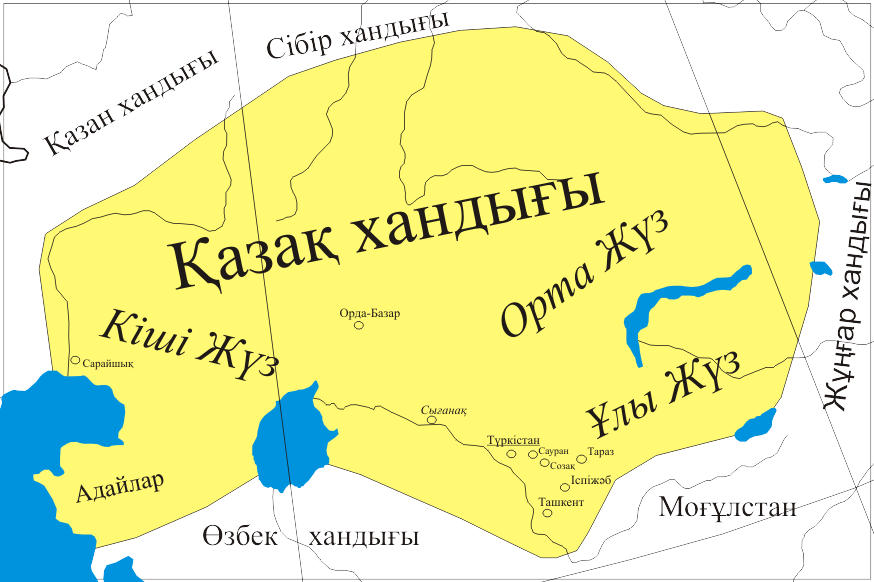
カザフ・ハン国

バラク・ハンの没後、キプチャク草原ではシバン家の末裔アブル＝ハイル・ハンが急速に勢力を拡大し、南下してバラクの勢力（オルダ・ウルス）も平定しウズベク・ハン国を建国した。しかし、あまりに急速に拡大したウズベク・ハン国はアブル＝ハイル・ハンの死後に分裂し、その一部を率いたムハンマド・シャイバーニー・ハン（アブル＝ハイルの孫）が更に南下してマー・ワラー・アンナフルを征服してティムール朝を滅ぼした。シャイバーニー・ハンの築いた勢力はやがてブハラ・ハン国、ヒヴァ・ハン国などに分裂し、現在のウズベキスタンの原型となった。
一方、かつてオルダ・ウルスを一時的に統一していたバラクの息子のジャニベクとその親族のギレイは、この頃アブル＝ハイル・ハンの征服活動から逃れてモグーリスタンに亡命していた。当時のモグーリスタン君主エセン・ブカは彼らを厚遇してチュー地方とコジ・バシュ地方を与え、この地でジャニベク・ハンらはアブル＝ハイル・ハンから逃れてきた者たちを斜合して勢力を拡大した。『ターリーヒ・ラシーディー』はアブル＝ハイル・ハン没後の混乱の中で自立したジャニベク・ハンらの勢力が「カザフ・ウズベク」と呼ばれたと記しており、これが「カザフ・ハン国」の成立であると一般的に認識されている。カザフ・ハン国はイルティシュ川上流域からシル川下流域に至る、かつてのオルダ・ウルスとほぼ近い領域を支配し、その領土は現在のカザフスタンに受け継がれた。最終的に、オルダ・ウルスという枠組みはシバン裔の治める「ウズベク」に一部が引き継がれ、トカ・テムル裔の治める「カザフ」が大部分を継承する形で歴史を終えたといえる。
なお、「15世紀半ばには既に『ウズベク』『カザフ』という民族集団が形成されており、彼らはジョチ・ウルスから分離独立して自らのハン国を建てた」と説明されることも多いが、現代社会における民族構成を無理に遡及させた史実とそぐわない説明だとの批判がある。実際に、15世紀前後に編纂された史料では「ウズベク」のことを特定の民族集団というよりは（特にイスラーム化以後の）ジョチ・ウルスの代名詞の一つとして用いており、『ブハラ客人の書』は「ウズベク（＝ジョチ・ウルス全体）」という集団の下に（1）「シバニーたち（＝後のウズベク人）」、（2）「カザク集団（＝後のカザフ人）」、（3）「マングト集団（＝後のタタール人）」という集団が存在していたと記している。また、アブル＝ハイル・ハンと同時代に編纂された史料では彼のことを「キプチャク草原のハン」もしくは「ジョチ・ハンのユルトの君主」としか記さず、新王朝（ウズベク人国家）の始祖といった表現は存在しない。同様に、カザフ・ハンもサファヴィー朝の同時代史料では「ジョチ・ハン」もしくはキプチャク草原のスルタンなどとしか記されず、むしろジョチ家の「正当な後継国家」であることが強調されている。以上の指摘を踏まえ、赤坂恒明は15世紀のキプチャク草原にアプリオリに「ウズベク」「カザフ」という民族集団が存在したと想定するのは誤りで、ジョチ・ウルス後継国家の一つとして始まった「ウズベク・ハン国」と「カザフ・ハン国」の住民がロシア帝国への服属、近代化、ロシア革命後の「民族的境界画定」といった様々な変容を経て現代の「ウズベク人」「カザフ人」という集団が形成されたのだと述べている。

## 研究史
ジョチ・ウルス＝金帳汗国史研究は古くよりロシア人研究者によって主導されてきたが、その主たる関心は「タタール人（＝モンゴル人）とルーシの関係」にあり、アジア方面に勢力を有するオルダ・ウルスは主要な研究対象とはみなされてこなかった。初めてオルダ・ウルスの歴史を包括的に扱ったのはアメリカ人研究者Allsenの「左翼の皇子達：13世紀から14世紀初頭におけるオルダ・ウルス史序説（The Princes of the Left Hand: An Introduction to the History of the Ulus of Ordu in the Thirteenth and Early Fourteenth Centuries）」であり、この研究は現在に至るまでオルダ・ウルス史研究の古典として重要視されている。
日本においては、モンゴル帝国史研究者の村岡倫がAllsenの研究を踏まえつつ、漢文史料も用いてオルダ・ウルスと他のウルスとの関係を明らかにした。更に、赤坂恒明は従来あまり用いてこられなかった「諸史」といった系譜史料を用いることでオルダ・ウルスの王統を明らかにし、ジョチ・ウルス内部における オルダ・ウルスの立ら位置について従来の認識を覆す提言を多く行った。
また、川口琢司と長峰博之は従来の研究ではフレグ・ウルスやティムール朝といった隣国で編纂された外部史料を主に用いてジョチ・ウルス史研究が行われてきたことを批判し、ジョチ家内部で編纂された史料を積極的に用いることを提唱した。その一環として、長峰らは『チンギズ・ナーマ』の校打・訳本の発表、カーディル・アリーの『集史』に関する研究を発表した。これらの研究を前提として、オルダ・ウルスからカザフの登場に至る時代を概観した「『カザク・ハン国』形成史の再考」といった研究も発表されている。ただし、時代は下ってもジョチ家内部で編纂された史料を重視すべきとする川口・長峰の姿勢は、外部史科であってもまず同時代の史料の記述を重視すべきとする赤坂らより批判を受けており、両者の間には『チンギズ・ナーマ』の利用を巡って論争がある。

## オルダ王家
エレゼン/ムバーラク・ホージャ/チンバイらはオルダ家ではなく、トカ・テムル家出身であるとする説がある。
- ジョチ太子(Jöči ＞朮赤/zhúchì,جوچى خان/jūchī khān)
  - 1オルダ(Orda ＞斡魯朶/wòlǔduǒ,اورده/ūrda)
    - サルタクタイ(Sartaqtai ＞سرتاقتای/sartāqtāī)
      - 4トゥルク・カーン/諸王コニチ(Qoniči ＞火你赤/huŏnǐchì,قونیچى/qūnīchī)
        - 5バヤン(Bayan ＞伯顔/bǎiyán,بایان/bāyān)
          - 7?サシ・ブカ(Sasi buqa ＞ساسی بوقا/sāsī būqā)
            - 8?エレゼン(Erezen ＞یرزن/īrazan)
              - 9?ムバーラク・ホージャ(Mubarak khwaja ＞مبارک خواجہ/mubārak khwāja)
              - 10?チンバイ(Čimbay ＞جیمبای/jīmbāy)

        - バシュクルタイ(Bašγirtay ＞باشقرتى/bāšqirtay)
        - チャガン・ブカ(Čaγan buqa ＞چغان بوقا/chaghān būqā)
        - マトダイ(Matudai ＞ماتوداى/mātūdāy)

    - クリ(Quli ＞قولی/qūlī)
      - トゥムケン(Tümken ＞تومكان/tūmakān)
      - トゥメン(Tümen ＞تومان/tūmān)
      - ミンガン(Mingγan ＞مینكقان/mīnkqān)
      - アヤチ(Ayači ＞ایاچی/ayāchī)
      - ムサルマーン(Musulman ＞مسلمان/musalmān)

    - クルムシ/クレムサ(Qurmši ＞قورمشی/qūrmshī,Куремса)
    - 2コンクラン(Qunquran ＞قونگقیران/qūnggīrān)
    - チョルマカイ(Čurmaqai ＞چورماقای/chūrmāqāī)
    - クトクイ(Qutuqui ＞قوتوقوی/qūtūqūī)
    - フレグ(Hülegü ＞هولاگو/hūlāgū)
      - 3テムル・ブカ(Temür buqa ＞تیمور بوقا/tīmūr būqā)
        - 6クペレク(Köbeleg ＞كوبلك/kūbalak)

## トカ・テムル王家
- ジョチ(Jöči ＞朮赤/zhúchì,جوچى خان/jūchī khān)
  - トカ・テムル(Toqa temür ＞توقا تیمور/tūqā tīmūr)
    - バイムル(Bayimur ＞بایمور/bāyimūr)
      - トガンチャル(Toγančar ＞توغانجار/tūghānjār)
        - サシ(Sasi ＞ساسی/sāsī)
          - Ⅰ?ノカイ(Noγai ＞نوقاى/nūqāy)＝サシ・ブカと同一人物か
            - Ⅱ?エレゼン(Erezen ＞یرزن/īrazan)

        - グラク(Buz γulaq ＞توغانجار/būz ghulāq)
          - Ⅲムバーラク・ホージャ(Mubarak khwaja ＞مبارک خواجہ/mubārak khwāja)
          - Ⅳ?チンバイ(Čimbay ＞جیمبای/jīmbāy)

    - ウルン・テムル(Urung temür ＞اورنك تيمور/ūrunk tīmūr)
      - アジキ(Ajiqi ＞اجيقی/ajīqī)
        - バーキーク(Baqiq ＞باقيق/bāqīq)
          - テムル・ホージャ(Temür khwaja ＞تيمور خواجه/tīmūr khwāja)
            - バディク(Badiq ＞بادق/bādiq)
              - Ⅴオロス・ハン(Oros qan ＞اوروس خان/ūrūs khān)
                - Ⅵトクタキヤ(Toqtaqiya ＞توقتاقيا/tūqtāqiyā)

      - サルチャ(Sarča ＞اجيقی/sārīja)
        - コンチェク(Gönčeg ＞کونجه/kūnjīk)
          - トゥグルク・ホージャ(Tuγluq khwaja ＞تيمور خواجه/tughluq khwāja)
            - トイ・ホージャ(Toy khwaja ＞بادق/tūy khwāja)
              - Ⅷトクタミシュ・ハン(Toqtamiš qan ＞توقتاميش خان/tūqtāmīsh khān)
                - ⅩⅡジャラールッディーン(Jalal al-Din qan ＞جلال الدین خان/jalāl al-dīn khān)

    - キン・テムル(Kin temür ＞کين تيمور/kīn tīmūr)
      - アバイ(Abai ＞اباي/abāy)
        - ノムカン(Nomuqan ＞نومقان/nūmuqān)
          - クトルク・テムル(Qutluq temür ＞قتلق تيمور/qutluq tīmūr)
            - Ⅶテムル・ベク・ハン(Temür beg qan ＞تيمور بيک خان/tīmūr bīk khān)
              - Ⅸテムル・クトルク・ハン(Temür qutluq qan ＞تيمور قتلق خان/tīmūr qutluq khān)
                - ボラト・ハン(Bolad qan ＞بولاد/būlād)
                - ⅩⅠテムル・ハン(Temür qan ＞تيمور خان/tīmūr khān)

            - クトル・ベク(Qutlu beg ＞قوتلو بيک/qūtlū bīk)
              - Ⅹシャディ・ベク・ハン(Šadi beg qan ＞شادی بيک خان/shādī bīk khān)

## 歴代オルダ・ウルス当主

### オルダ家出身の当主
1. オルダ…ジョチの長男。
2. コンクラン…オルダの四男。
3. テムル・ブカ…オルダの孫。父についてはクトクイとする記述とフレグとする記述が混在する。
4. コニチ…オルダの長男サルタクタイの子。
5. バヤン…コニチの子。
6. クペレク…テムル・ブカの子。

### 「白帳ハン」
『ムイーン史選』の記す歴代白帳ハン。ただし、先述したように『ムイーン史選』の記述には混乱があり、系譜についてはほとんどが信用できず、「白帳」も実際には「青帳」の間違いではないかと考えられている。
1. サシ・ブカ…ノガイの子とされるが、実際にはバヤンの子、もしくはトカ・テムル家の出身とみられる。
2. エレゼン…サシ・ブカの子とされるが、他の系譜史料には全く記録がない。
3. ムバーラク・ホージャ…エレゼンの子とされるが、実際にはトカ・テムル家出身と見られる。
4. チンバイ…エレゼンの子でムバーラク・ホージャの弟とされるが、他の系譜史料には全く記録がない。
5. オロス…チンバイの子とされるが、実際にはトカ・テムル家出身（次男ウルン・テムルの子アジキの家系）と見られる。
6. トクタキヤ…オロスの子。
7. テムル・ベク…オロス・ハンの子とされるが、実際にはトカ・テムル家出身（四男キン・テムルの子ノムカンの家系）と見られる。
8. トクタミシュ…トカ・テムル家出身（次男ウルン・テムルの子サルチャの家系）。
9. テムル・クトルク…テムル・ベクの子。
10. シャディ・ベク…テムル・クトルクの従兄弟。
11. テムル…テムル・クトルクの子。
12. ジャラールッディーン…トクタミシュ・ハンの子。
13. ウルグ・ムハンマド
14. チェキレ